# Meteura cervina
Meteura cervina är en fjärilsart som beskrevs av T.P. Lucas 1890. Meteura cervina ingår i släktet Meteura och familjen björnspinnare. Inga underarter finns listade i Catalogue of Life.